# Gérard Fontaine (art lyrique)
Pour les articles homonymes, voir Gérard Fontaine et Fontaine.
Gérard Fontaine, né le 3 mai 1942 à Reims (Marne), est un chercheur et auteur français spécialiste de l'art lyrique et de l’architecture des XIXe et XXe siècles, en particulier du Palais Garnier et de l'art et de l'artisanat d'art modernes et actuels du Mexique.

## Carrière
Docteur en philosophie et esthétique,, Gérard Fontaine enseigne cette discipline puis se tourne vers l’administration culturelle : l'essentiel de sa carrière se déroulera au sein du Ministère des Affaires étrangères. Il y assure d'abord à Paris le secrétariat général des échanges artistiques (AFAA), puis la direction du réseau des établissements culturels français à l’étranger. À partir de 1989, sa carrière se poursuit à l’étranger et il devient conseiller culturel, scientifique et de coopération aux Pays-Bas, puis en République tchèque. En 1996, le ministère de la Culture fait appel à lui pour assurer le secrétariat général de l’Académie de France à Rome (Villa Médicis). 
En 1999, il rentre à Paris pour participer à la réorganisation de la nouvelle Direction générale de la Coopération Internationale et du Développement (DGCID), au sein de laquelle il reçoit la responsabilité de la coopération culturelle. Enfin, en septembre 2002, il rejoint un dernier poste : conseiller de coopération et d’action culturelle à l’ambassade de France à Mexico et directeur de l’Institut français d'Amérique latine (IFAL). 
Depuis 2007, il a pris sa retraite et partage son temps entre le Mexique où il anime des conférences culturelles et la France, poursuivant ses recherches sur l’opéra (à l'esthétique duquel était consacrée sa thèse de doctorat) mais aussi sur l’art et l’artisanat mexicain.
Amateur d'art lyrique, et spécialiste du Palais Garnier, sur lequel il a publié de nombreux ouvrages, il notamment reçu en octobre 2018 le prix Bernier décerné par l'Académie des beaux-arts pour son livre L'Opéra de Charles Garnier, une œuvre d'art total.

## Publications et divers
Gérard Fontaine a publié une douzaine de livres individuels ou collectifs, consacrés pour la plupart à l’opéra. Il publie régulièrement des articles sur divers sujets dans différentes revues ou sites, participe à des émissions de radio, de télévision et productions cinématographiques, tant en France qu’à l’étranger, au Mexique en particulier.

### Ouvrages
- Le Décor d'opéra, préface de Catherine Clément, éditions Plume, puis Flammarion, 1996[5] (OCLC 410307877). Prix des Muses du livre d'art (fondé par Claude Samuel), 1997.
- (it) Sogno, delirio, scenografie d'opera dalla Bibliothèque Nationale de France, Bibliothèque-Musée de l'opéra de Paris. Publié à l'occasion de l'exposition présentée à la Villa Médicis à Rome en 1997 - 1998, Éditions Palombi, Rome, 1997.
- Le Palais Garnier ou le fantasme de l'opéra, Éditions Noésis, avril 1999.
- L'Enciclopedia di Roma, articles sur les artistes français ayant travaillé à Rome, ouvrage collectif. FMR, 1999.
- L'Opéra de Charles Garnier, architecture et décor extérieur, , Paris, juin 2000.
- Palais Garnier : Opéra National de Paris, Paris, coll. « Itinéraires », Éditions du patrimoine, guide officiel du monument, réédité en sept langues depuis sa publication en mars 2001.
- Le Théâtre national de Chine ou comment réussir un opéra, de Charles Garnier à Paul Andreu, Paris, éditions Noésis, septembre 2003.
- Visages de marbre et d’airain, la collection des bustes du palais Garnier, Paris, Éditions du patrimoine, 2003.
- L’Opéra de Charles Garnier, architecture et décor intérieur, Paris, Éditions du patrimoine, 2004[6].
- Inventaire de l’opéra, ouvrage collectif sous la direction de Philippe Dulac, Paris, Encyclopædia Universalis, 2005 (articles « Paris », « Décors », « lumières », « costumes » et « Opéra et architecture »).
- Le Palais d’opéra de Charles Garnier, photographes : Jean-Pierre Delagarde, Jacques Moatti. Paris, coll. « Regards », Éditions du patrimoine, 2007, album souvenir publié en six langues[7] (OCLC 718346569).
- Guide de Mexico, ouvrage collectif, rédaction des parties « Culture et loisirs » et « Mots et expressions mexicaines », Éditions de 2011 et 2015, Mexico Accueil, Mexico.
- L'Opéra de Charles Garnier - Une œuvre d'art total, Paris, Éditions du patrimoine, 2018[8].  (ISBN 9782757706084) également disponible en langue anglaise. Le livre a reçu le Prix Bernier de l'Académie des Beaux-Arts (2018)[9], ainsi que le prix de la Fondation Napoléon / Second Empire (2019)[10].
- Le Fantôme de l'Opéra - Légendes et mystères au Palais Garnier, Paris, Éditions du patrimoine, 2019.  (ISBN 9782757706831).

### Commissariats d'expositions
- Le Décor d'opéra, Bibliothèque-Musée de l'Opéra de Paris, Palais Garnier (29 octobre 1996 - mars 1997).
- Sogno, delirio, exposition sur la scénographie de l'opéra ; Académie de France à Rome, Villa Médicis (22 octobre 1997 - 4 janvier 1998)[11].

## Distinctions
- Chevalier dans l'ordre de la Légion d'honneur (décret du Président de la République du 13 juillet 2004  http://www.france-phaleristique.com/lh_promo_13-07-04.htm)
- Chevalier dans l'ordre du Mérite (décret du Président de la République du 15 novembre 1993)
- Chevalier des Palmes Académiques (décret du Premier Ministre en date du 22 mars 1991)
- Commandeur dans l'ordre des Arts et des Lettres (arrêté du 17 juillet 2015 - http://www.france-phaleristique.com/oal_promo_17-07-2015.htm)
- Officier dans l'ordre d'Orange-Nassau (décerné par S. M. la reine des Pays-Bas le 25 novembre 1992)